# چئونگ کونگ سنتر
چئونگ کونگ سنتر (انگلیسی: Cheung Kong Center) ساختمان اداری ۶۳ طبقه مستقر در هنگ کنگ است، که در سال ۱۹۹۹ احداث گردید.